# 福岡市立愛宕浜小学校
福岡市立愛宕浜小学校（あたごはましょうがっこう）は、福岡県福岡市西区愛宕浜4丁目にある公立小学校。

## 校勢
2019年5月1日現在
- 学級数 - 単式学級13学級、特別支援学級1学級
- 児童数 - 424人（うち特別支援学級3人）

## 沿革
港湾地区再開発のため1990年までに大規模な海岸の埋め立てが行われた「西福岡マリナタウン」地区に、1996年に姪浜小学校から分離する形で開校。校区のほとんどが1990年以降に造成された閑静な住宅地である。

### 年表
- 1996年4月1日 - 市内147番目の小学校として、開校
- 2002年3月27日 - ニュージーランド オークランド市　レンジビュー・インターメディエットスクールと姉妹校締結
- 2015年9月4日 - 創立20周年記念式典

## 教育方針
- 学校教育目標：多文化社会を共に生きぬく子どもの育成　自分の考えを発信し、相手と協調し合いながら、たくましく生きていく力

※姉妹校との交流など普段から外国語を使った教育に力を入れている。

## 姉妹校
ニュージーランド オークランド市　レンジビュー・インターメディエットスクール　（Rangeview Intermediate School）

## 通学区域
- 福岡市西区のうち、以下の区域 [6]
  - 愛宕浜1丁目～4丁目（ただし、2丁目1番、2番を除く）
  - 姪の浜2丁目22番
  - 姪の浜3丁目32番(11号、16号)、38番～48番

### 進学先中学校
- 福岡市立姪浜中学校

### 校区が隣接する小学校
- 福岡市立姪浜小学校
- 福岡市立姪北小学校
- 福岡市立愛宕小学校
- 福岡市立能古小学校

### 校区内の主な施設
- 福岡マリナタウン郵便局（愛宕浜1丁目）
- 福岡市立姪浜中学校（愛宕浜1丁目）
- 愛宕浜中央公園（愛宕浜3丁目）
- 福岡市立福岡女子高等学校（愛宕浜3丁目）
- 福岡市営渡船 姪浜旅客待合所（愛宕浜3丁目）（一般的には「能古渡船場」と呼ばれる）
- 西日本鉄道愛宕浜自動車営業所（愛宕浜3丁目）
- 姪浜漁港（愛宕浜4丁目）

## 校歌
- 作詞：田中光子
- 作曲：内山信

## 交通
- 西鉄バス愛宕浜小学校前バス停

## エピソード
開校20周年記念式典にて行われた、全校児童による「風船飛ばし」で「大きなステーキをまるごと食べたい」と願い事を書いた児童の風船が、大分県の畜産業を営む夫婦宅に到達し、500グラムの牛肉が届けられた。このエピソードは当時地元紙やテレビ放送でも取り上げられた。